# Racing Louisville Football Club
Maillots
Actualités
Le Racing Louisville Football Club, abrégé en Racing Louisville, est une franchise féminine de soccer professionnelle basée à Louisville, dans l'État du Kentucky, fondée en 2019. Évoluant en National Women's Soccer League, la franchise appartient à Soccer Holdings LLC, qui possède également le Louisville City FC évoluant en USL Championship.

## Histoire

### En marche vers la NWSL
Louisville est mentionnée comme un candidat potentiel pour intégrer la National Women's Soccer League dès 2018, peu de temps après le début de la construction de leur stade de soccer, le Lynn Family Stadium. Le groupe propriétaire de la franchise de Louisville City FC a entamé des discussions préliminaires avec la ligue l'année suivante, avec l'intention d'entrer en NWSL pour la saison 2020,. 
Le 22 octobre 2019, la NWSL, annonce officiellement que la franchise de Louisville deviendra la 10e franchise de la ligue. Louisville fera ses débuts en NWSL en 2021,. PNC Bank est annoncé comme le premier sponsor de maillot du club le 1er juillet 2020.

### Nom
En novembre 2019, la NWSL a déposé une demande de marque pour « Proof Louisville », qui est confirmée par Louisville City FC comme leur nom préliminaire pour la franchise. Le nom fait référence à l'industrie locale du whisky bourbon en utilisant le terme « proof », une mesure de la teneur en alcool. Le groupe propriétaire a ensuite annoncé en avril 2020 qu'il explorerait d'autres noms avec la contribution de la communauté après un accueil mitigé de la part des fans,. Le Racing Louisville est annoncé comme le nouveau nom de la franchise le 8 juillet 2020.

### Saison inaugurale en 2021
En préparation pour sa saison inaugurale, le Racing présente le nord-irlandais Christy Holly comme son premier entraîneur le 12 août 2020. Fin octobre, le club signe ses premières joueuses, Savannah McCaskill et Yūki Nagasato des Red Stars de Chicago. Lors la NWSL Expansion Draft, mi-novembre, le club sélectionne 12 joueuses pour son effectif, principalement des jeunes joueuses, et acquiert également les droits en NWSL des internationales américaines Tobin Heath et Christen Press, jouant à Manchester United.
Le 10 avril 2021, le Racing joue le premier match de son histoire en NWSL Challenge Cup à domicile face au Pride d'Orlando et obtient un match nul (2-2) devant 5 300 spectateurs,. La première buteuse de l'histoire de la franchise est l'Américaine Cece Kizer (en).

## Identité du club
Le Racing Louisville FC est nommé en référence aux sites de courses de chevaux de la ville, comprenant le Kentucky Derby à Churchill Downs, en utilisant le surnom de « Racing » utilisé par les clubs étrangers. La logo circulaire du club utilise un fond de lavande et une fleur de lys à quatre pointes en son centre en violet. Il est conçu par Matthew Wolff Design, qui a auparavant travaillé avec des franchises de la Major League Soccer, comme le New York City FC et le Los Angeles FC.

## Stade
La Racing joue ses rencontres à domicile au Lynn Family Stadium, qui abrite également le Louisville City FC de la USL, une enceinte d'une capacité de 11 700 spectateurs, et s'entraîne dans le nouveau centre d'entraînement situé à Louisville Champions Park. 

## Personnalités du club

### Entraîneurs
Le tableau suivant présente la liste des entraîneurs du club depuis 2021.
| Rang | Entraîneur     | Nationalité     | Début           | Fin          | Matchs | Victoires | Nuls | Défaites | % victoires | Palmarès |
| ---- | -------------- | --------------- | --------------- | ------------ | ------ | --------- | ---- | -------- | ----------- | -------- |
| 1    | Christy Holly  | Irlande du Nord | août 2020       | 31 août 2021 |        |           |      |          | %           |          |
| 2    | Kim Björkegren | Suède           | 9 décembre 2021 | En poste     |        |           |      |          | %           |          |